# Мулай, Виджая
Виджая Мулай (англ. Vijaya Mulay; 16 мая 1921, Бомбей, Британская Индия — 19 мая 2019, Дели) — индийский документальный кинорежиссёр

 и историк кино. На родине известна как автор короткометражного анимационного фильма Ek Anek Aur Ekta.

## Биография
Родилась в 16 мая 1921 года в Бомбее. Она рано потеряла отца и выросла с матерью и двумя сёстрами. Её матери пришлось торговать овощами, чтобы сводить концы с концами, поэтому та хотела, чтобы дочери обрели финансовую независимость.
В 1940 году Виджая вышла замуж и переехала с мужем в Патну (Бихар), в связи с его переходом на новую работу.
Первое время на новом месте она испытывала трудности из-за недостаточного знания местных языков (хинди и бенгали, тогда как её родной — маратхи) и более консервативных порядков. Из-за этого единственным доступным для неё с мужем развлечением стал просмотр фильмов на английском, что позволило ей приобрести некоторое понимание языка и грамматики фильма. По словам Виджаи, её муж, хотя сам не смог получить университетского образования из-за финансовых ограничений, поддерживал её стремление учиться. Первое время она училась на дому, а когда финансовое положение семьи стабилизировалось, начала посещать занятия в Университете Патны, одного из немногих заведений в то время, где позволялось учиться женщинам. В 1946 году, после получения степени бакалавра, Мулай выиграла государственную стипендию для обучения в университете Лидса. Оставив двух дочерей, младшей из которых было только девять месяцев, на мужа и свою младшую сестру, она переехала в Великобританию, где получила степень магистра в области образования. В университете Мулай состояла в киноведческом обществе и увидела классику кино, некоторые экспериментальные и социалистические фильмы.
Вернувшись в Патну в 1949 году, она продолжила активно работать в местном кинематографическом обществе. Примерно в 1953—1954 годах скончался её муж, оставив её с тремя дочерьми на руках. В 1954 году она перебралась в Нью-Дели, поскольку была назначена сотрудником центрального министерства образования.
В 1959 году, когда восемь кинематографических обществ собрались вместе, чтобы сформировать Федерацию кинематографических обществ Индии с Сатьяджитом Раем во главе, она стала её секретарём вместе с Чиданандой Дасгупта.
В 1962 году её перевели в Бомбей, где она стала председателем Совета по цензуре, пока не была переведена в Калькутту в 1966 году.
Там в 1967 году она встретила знаменитого режиссёра Луи Маля, приехавшего в составе французской делегации в кино.
С помощью него и Рая в 1967—1968 годах она сняла свой первый документальный фильм «The Tidal Bore», запечатлевший 15-метровую приливную волну в устье реки Хугли.
Когда Индия решила приступить к эксперименту по спутниковому обучающему телевидению, Мулай была нанята ЮНИСЕФ для составления тестовых модулей для детей. В результате в 1975 году она была назначена руководителем Центра образовательных технологий, чьей задачей было подготовить учебные фильмы для трансляции в начальные школы в отсталых сельских районах. Среди подготовленных ею программ — анимационный фильм Ek Anek Aur Ekta, снятый самой Мулай в 1974 году. Фильм раскрывал важность единства в многообразии. По итогам года он получил национальную награду как лучший рекламный фильм в некоммерческой категории. В наше время Ek Anek Aur Ekta имеет более 1,7 млн просмотров на YouTube.
В 2002 году правительство Индии присудило Мулай почетную награду V. Shantaram Lifetime Achievement Award на Международном кинофестивале в Мумбаи.
У Виджайи Мулай было три дочери. Старшая — Дайя Верма работала научным сотрудником в области биомедицины и эмигрировала в Монреаль в 1965 году.
Средняя — Бхарати Шарма — экспортер одежды, обосновавшаяся в Дели.
Младшая — актриса Сухасини Мулай.